# Colle la Costa
Il Colle la Costa (817,2m s.l.m.)  è una montagna dei Monti Lepini nell'Antiappennino laziale, che si trova nella città metropolitana di Roma Capitale, nel territorio del comune di Carpineto Romano.